# Code des professions du Québec
Lire en ligne

version officielle en vigueur

Le Code des professions est une loi québécoise qui encadre le système professionnel québécois, au Canada. Ce système est composé du gouvernement du Québec, de l'Assemblée nationale, des 46 ordres professionnels, de l'Office des professions du Québec (OPQ) et du Conseil interprofessionnel du Québec (CIQ).

## Encadrement du Code des professions
Le Code des professions constitue une loi-cadre définissant les mandats, les responsabilités, la structure et le fonctionnement de:
- l'Office des professions du Québec (OPQ),
- le Conseil interprofessionnel du Québec (CIQ),
- les Ordres professionnels du Québec.

Le Code des professions définit notamment:
1. l'exercice des activités professionnelles des membres assujettis au Code des professions;
2. l'exclusivité de l'usage des titres professionnels réservés;
3. l'exclusivité des actes réservés à certaines professions;
4. les règlements que doivent adopter le Conseil d'administration de chaque ordre;
5. les rôles, les devoirs et le fonctionnement du Conseil d'administration de chaque ordre professionnel;
6. les permis délivrés de radiologie, de psychothérapeute, de directorat d'un laboratoire de prothèses dentaires;
7. l'exercice des activités professionnelles au sein d'une société en nom collectif à responsabilité limitée ou d'une société par actions;
8. les dispositions particulières à certaines professions;
9. les dispositions relatives à l'inspection professionnelle et à la discipline;
10. les dispositions pénales;
11. les enquêtes et immunités;
12. le rôle du commissaire aux plaintes de l'OPQ concernant les mécanismes de reconnaissance des compétences professionnelles[2].

## Historique
Le Code des professions a été créé en 1973. En juillet 1973, les articles du Code des professions du Québec relatives au Conseil interprofessionnel du Québec (CIQ) sont entrés en vigueur, et en septembre 1973 pour les articles relatives à l'Office des professions du Québec. La majorité des autres articles seront en vigueur au 1er février 1974.